# سوفی کریستینسن
سوفی مارگرت کریستینسن (به انگلیسی: Sophie Christiansen) یک سوارکار زن انگلیسی است که در چهار دورهٔ پیاپی بازی‌های پارالمپیک شرکت داشته‌است.او در سالهای ۲۰۱۲ و ۲۰۱۶ موفق به کسب سه مدال طلا در پاراالمپیک شد. در سال ۲۰۰۸ او درحالی که مشغول به تحصیل رشتهٔ ریاضیات در دانشگاه لندن و در رویال هالووی بود دو مدال طلا ویک مدال نقره را در بازیهای پارالمپیک پکن از آن خود کرد. او تنها به حرفه ورزشی نمی‌پردازد و در کنار آن به عنوان توسعه‌دهنده نرم‌افزار در شرکت تأمین سرمایه کار می‌کند و از موقعیت خود به عنوان یک کارزارگر جامعه مدنی برای معلولین نیز استفاده می‌کند.

## اوایل زندگی
کریستینسن با تولد دوماه پیشتر از زمان موعد نوزاد زودرس با فلج مغزی بوده‌است. او از دیگر مشکلات سلامت از جمله یرقان ، سپتیسمی، سکتهٔ قلبی و پنوموتوراکس‌رنج‌می‌برد. سوفی درسن شش سالگی سوارکاری را به عنوان فیزیوتراپی در گروه سازمان سواری برای انجمن معلولین و در همسایگی خانیشان شروع کرد.